# La Balme-d'Épy
Pour les articles homonymes, voir Balme.
La Balme-d'Épy est une ancienne commune française située dans le département du Jura, en région Bourgogne-Franche-Comté.

## Toponymie

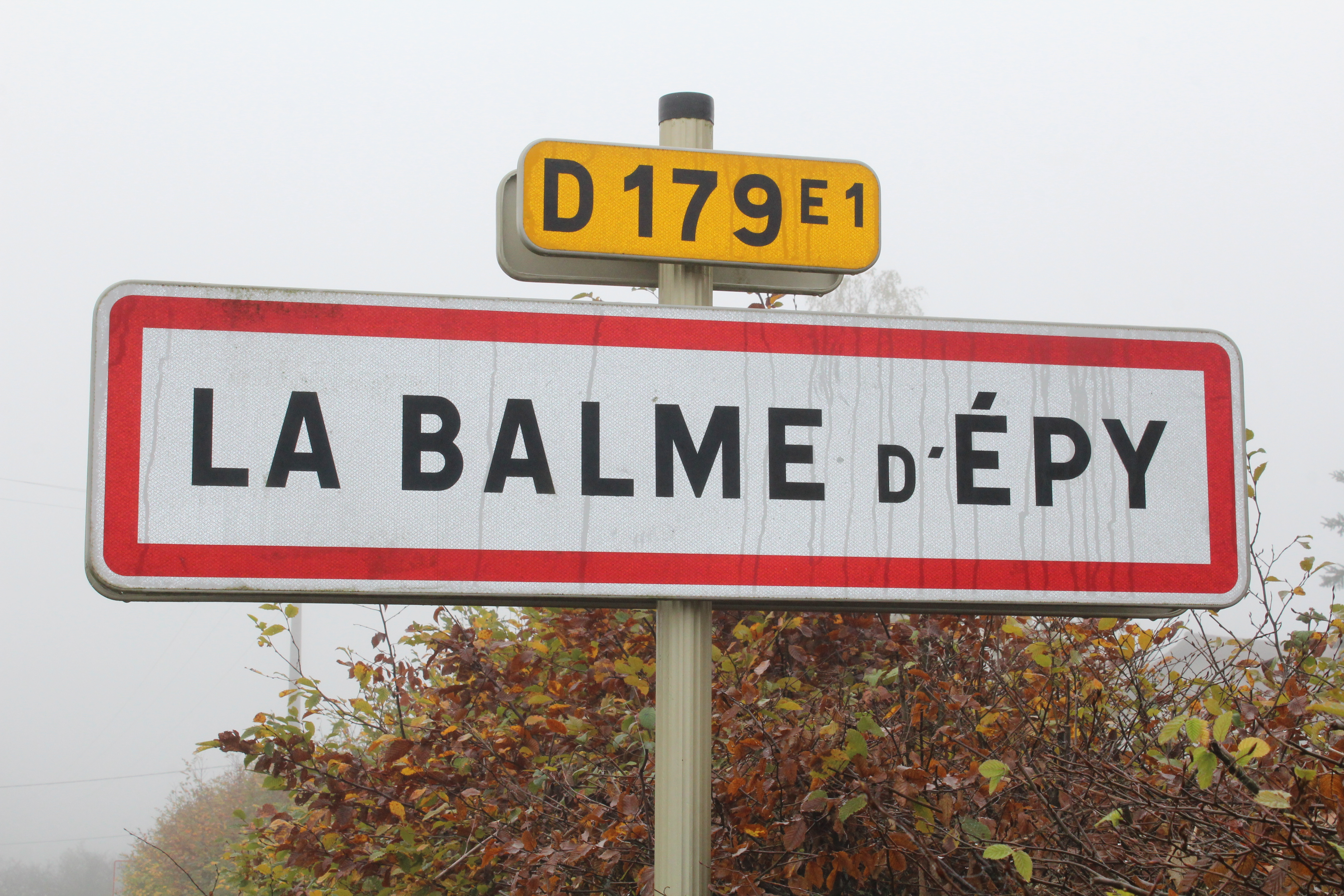
Panneau d'entrée dans le village.

La Balme : issu d'un mot pré-roman, voire pré-indo-européen, balma « caverne, abri sous roche », lui-même apparenté à la base pré-indo-européenne *Bal « hauteur, rocher ».

## Histoire
Le 1er janvier 2018, La Balme intègre la commune nouvelle de Val d'Épy.

## Politique et administration
| Période    | Période | Identité             | Étiquette | Qualité  |
| ---------- | ------- | -------------------- | --------- | -------- |
|            |         |                      |           |          |
| avant 1988 | ?       | Michel Monnet        |           |          |
| 2001       | 2002    | Gérard Magnaval      |           |          |
| 2002       | 2014    | Jean-Gérard Écochard |           |          |
| 2014       | 2018    | Wilfried Hurel       | SE        | Retraité |

| Période      | Période  | Identité       | Étiquette | Qualité  |
| ------------ | -------- | -------------- | --------- | -------- |
| janvier 2018 | En cours | Wilfried Hurel | SE        | Retraité |

## Démographie
L'évolution du nombre d'habitants est connue à travers les recensements de la population effectués dans la commune depuis 1793. Pour les communes de moins de 10 000 habitants, une enquête de recensement portant sur toute la population est réalisée tous les cinq ans, les populations de référence des années intermédiaires étant quant à elles estimées par interpolation ou extrapolation. Pour la commune, le premier recensement exhaustif entrant dans le cadre du nouveau dispositif a été réalisé en 2007.

En 2015, la commune comptait 72 habitants, en évolution de +46,94 % par rapport à 2009 (Jura : −0,81 %, France hors Mayotte : +2,11 %).
| 1793 | 1800 | 1806 | 1821 | 1831 | 1836 | 1841 | 1846 | 1851 |
| ---- | ---- | ---- | ---- | ---- | ---- | ---- | ---- | ---- |
| 140  | 122  | 167  | 134  | 157  | 149  | 140  | 141  | 145  |

| 1856 | 1861 | 1866 | 1872 | 1876 | 1881 | 1886 | 1891 | 1896 |
| ---- | ---- | ---- | ---- | ---- | ---- | ---- | ---- | ---- |
| 131  | 135  | 150  | 128  | 122  | 120  | 103  | 92   | 91   |

| 1901 | 1906 | 1911 | 1921 | 1926 | 1931 | 1936 | 1946 | 1954 |
| ---- | ---- | ---- | ---- | ---- | ---- | ---- | ---- | ---- |
| 88   | 78   | 91   | 92   | 93   | 65   | 65   | 74   | 59   |

| 1962 | 1968 | 1975 | 1982 | 1990 | 1999 | 2006 | 2007 | 2012 |
| ---- | ---- | ---- | ---- | ---- | ---- | ---- | ---- | ---- |
| 50   | 43   | 30   | 29   | 31   | 39   | 46   | 47   | 62   |

| 2015 | - | - | - | - | - | - | - | - |
| ---- | - | - | - | - | - | - | - | - |
| 72   | - | - | - | - | - | - | - | - |

## Lieux et monuments
- Chapelle Saints-Victor-et-Ursus ;
- Grotte.

### La Balme-d’Épy dans les arts
La Balme-d’Épy est citée dans le poème d'Aragon, Le Conscrit des cent villages, écrit comme acte de Résistance intellectuelle de manière clandestine au printemps 1943, pendant la Seconde Guerre mondiale.